# Kürük
Kürük (kurd. auch Kurik) ist ein Dorf im Landkreis Karlıova der türkischen Provinz Bingöl. Kürük liegt in Ostanatolien auf 1590 m über dem Meeresspiegel, ca. 25 km südwestlich von Karlıova.
1985 lebten 349 Menschen in Kürük. 2009 hatte die Ortschaft 320 Einwohner.
Der ursprüngliche kurdische Name des Dorfes lautet Kürük. Die Umbenennung auf den türkischen Namen Devecik erfolgte 1960. Anfang 2016 erhielt das Dorf seinen alten Namen zurück.
Kürük liegt an einem Bach. Das Dorf verfügt über eine Grundschule und ist an die Trinkwasserversorgung angeschlossen.